# Inlands Torpe härad

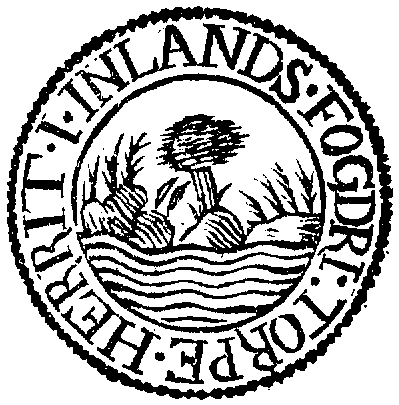
Inlands Torpe härads sigill.

Inlands Torpe härad var det östligaste häradet i Bohuslän inom nuvarande Lilla Edets kommun.  Dess tingsställe låg till 1928 i Holmen i Västerlanda socken.

## Namnet
Inland är en benämning för området häradet ingår i finns nedskrivet första gången 1485 (Indland, Jnland, aff alt Jnlandit) tros ha uppkommit som motsats till det äldre Utlanden. (Se vidare Inland (Bohuslän).)
Namnet (1410, i avskrift från 1439 j Thorpahæret) innehåller genitiv plural av inbyggarbeteckningen "torpbo" (det vill säga "torpbornas"). Torp anses syfta på byn Torp i Hjärtums socken. Denna by är omnämnd som j Yttra þorpe; 1388 också benämnd som j Øfraþorpe.

## Socknar
- Hjärtums socken
- Västerlanda socken

## Geografi
Bygden är belägen på västra sidan av Göta älvs övre lopp, genom vilken den gränsar till Västergötland. Trakten är skogig och bergig.
Sätesgårdar var Ströms slott och Torps herrgård i Hjärtums socken samt Torskogs slott och Röstorps säteri i Västerlanda socken.
Gästgiverier fanns vid häradets tingsställe Holmen i Västerlanda socken samt i Intagan och Sollum i Hjärtums socken.

## Historia
Bohuslän var indelat i skeppsredor fram till den svenska tiden då begreppet skeppsreda byttes ut mot det motsvarande begreppet härad.
Detta härad omnämndes under medeltiden såsom Thorpa hæradh (som också var ett skeppsredenamn).

## Län, fögderier, domsagor, tingslag och tingsrätter
Häradet hör sedan 1998 till Västra Götalands län, innan dess från 1971 till Älvsborgs län och innan dess från 1680 till Göteborgs och Bohus län, före 1700 benämnd Bohus län. Kyrkligt tillhör församlingarna Göteborgs stift
Häradets socknar hörde till följande fögderier:
- 1686-1945 Inlands fögderi
- 1946-1970 Uddevalla fögderi
- 1971-1990 Trollhättans fögderi

Häradets socknar tillhörde följande domsagor, tingslag och tingsrätter:
- 1681-1927 Inlands Torpe tingslag i 
  - 1681-1683 Inlands Södre, Inlands Nordre, Inlands Torpe och Inlands Fräkne häraders domsaga
  - 1684-1685 Inlands Södre, Inlands Torpe och Västra Hisings häraders domsaga
  - 1686-1856 Askims, Östra Hisings, Västra Hisings, Inlands Södre och Torpe häraders domsaga
  - 1857-1927 Inlands domsaga (Inlands Södre, Inlands Nordre, Inlands Torpe och Inlands Fräkne
- 1928-1947 Inlands södra tingslag i Inlands domsaga för Västerlanda socken
- 1928-1947 Inlands norra tingslag i Inlands domsaga för Hjärtnums socken
- 1948-1954 Inlands tingslag i Inlands domsaga
- 1955-1970 Orusts, Tjörns och Inlands tingslag i Orusts, Tjörns och Inlands domsaga

- 1971-2004 Trollhättans tingsrätt och dess domsaga
- 2004- Vänersborgs tingsrätt och dess domsaga